# Уэллс, Грег

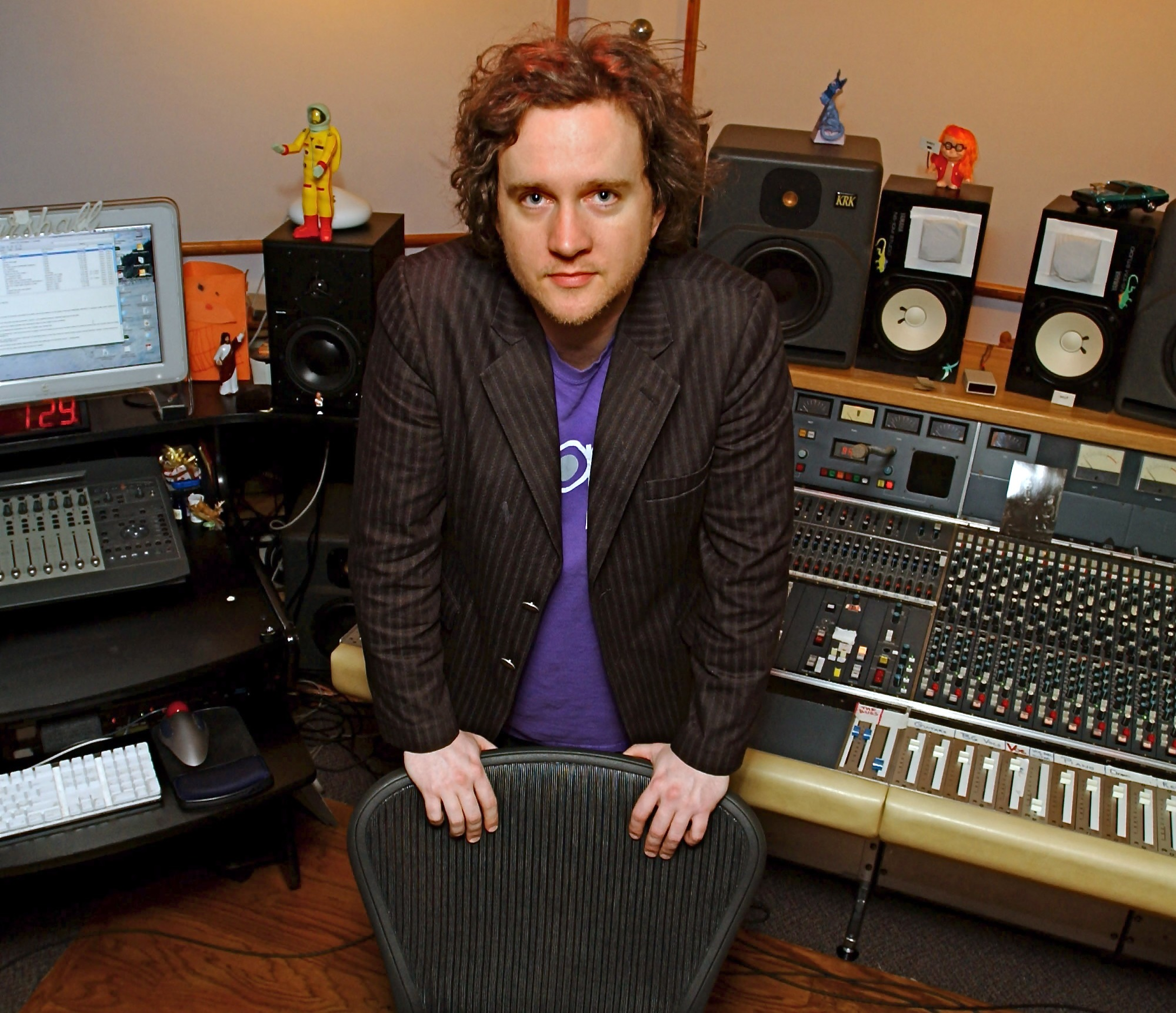
The Civil Wars в 2012 году.

Грег Уэллс (англ. Greg Wells) — канадский музыкальный продюсер и автор песен. Номинант на премию Грэмми за совместные работы, в том числе с певцом Мика.
Он продюсировал или писал песни для таких исполнителей как Адель, Дуа Липа, Кит Урбан, Twenty One Pilots, Rufus Wainwright, Кэти Перри, Mayer Hawthorne,Theophilus London, Weezer, Kid Cudi, OneRepublic, Grace VanderWaal, Ариана Гранде, Келли Кларксон, Пинк, Фаррелл Уи́льямс, Rascal Flatts, Holychild, Ella Eyre, The All American Rejects, Otep, Deftones, Aerosmith, Берт Бакарак, Селин Дион, Crash Test Dummies,, Элтон Джон, Jars of Clay и Count Basie Orchestra. Статьи о Уэллсе как о ударнике появлялись в журнале Modern Drummer, а как о пианисте в журнале Keyboard Magazine, как о программисте синтезаторов в Electronic Musician, и как об авторе песен в American Songwriter и Billboard Magazine, как о продюсере и звукоинженере на обложке журнала Mix Magazine вместе с Ryan Tedder в мае 2017 года. В 2000 году был номинирован на канадскую премию Juno Awards как Продюсер года.

## Биография
Родился в городе Питерборо (Онтарио, Канада).

## Дискография
Совместные работы
- Мика — «Love Today» (продюсер)
- Adele — «One and Only»
- Кэти Перри — By the Grace of God (соавтор)
- Twenty One Pilots— Vessel
- OneRepublic — «Apologize» (продюсер)
- Ариана Гранде — «Yours Truly»

## Награды и номинации
- Член ордена Канады (2025)[8]

| Год  | Номинируемая работа                                      | Категория                                                     | Результат |
| ---- | -------------------------------------------------------- | ------------------------------------------------------------- | --------- |
| 2008 | «Love Today»                                             | Премия «Грэмми» за лучшую танцевальную запись                 | Номинация |
| 2011 | Teenage Dream                                            | Grammy Award for Album of the Year                            | Номинация |
| 2019 | The Greatest Showman: Original Motion Picture Soundtrack | Grammy Award for Best Compilation Soundtrack for Visual Media | Победа    |
| 2022 | In The Heights: Original Motion Picture Soundtrack       | Grammy Award for Best Compilation Soundtrack for Visual Media | Номинация |
| 2022 | Andrew Lloyd Webber’s Cinderella                         | Grammy Award for Best Musical Theater Album                   | Номинация |
| 2023 | Higher                                                   | Grammy Award for Best Traditional Pop Vocal Album             | Победа    |